# Morti nel 1990/Dicembre
| Questa pagina contiene informazioni ricavate automaticamente dalle voci biografiche con l'ausilio del template Bio e di un bot. L'aggiornamento è periodico e automatico e ricostruisce completamente la pagina. Se manca una persona in questa lista, sei pregato di non aggiungerla, ma accertati piuttosto che la sua voce biografica contenga il template Bio e che i dati anagrafici siano correttamente compilati. Se il template Bio manca, inseriscilo tu stesso o, in alternativa, metti l'avviso {{tmp\|Bio}} che ne segnala la mancanza. Se i dati riportati sono sbagliati, correggi direttamente la voce biografica; le modifiche saranno visibili in questa lista entro pochi giorni. Per chiarimenti vedi il progetto biografie. La lista contiene solo le 104 persone che sono citate nell'enciclopedia e per le quali è stato implementato correttamente il template Bio. Pagina aggiornata al 3 mar 2024. |

- 1º dicembre - Sergio Corbucci, regista e sceneggiatore italiano (n. 1926)
- 1º dicembre - Robert Gordon, attore e regista statunitense (n. 1913)
- 1º dicembre - Gustav Kortüm, chimico tedesco (n. 1904)
- 1º dicembre - Pierre Dux, attore e regista francese (n. 1908)
- 1º dicembre - Vito Miceli, generale e politico italiano (n. 1916)
- 1º dicembre - Vijaya Lakshmi Pandit, politica e diplomatica indiana (n. 1900)
- 1º dicembre - Aldo Remondino, generale e aviatore italiano (n. 1908)
- 2 dicembre - Giuseppe Cannata, politico italiano (n. 1930)
- 2 dicembre - Marc Cerboni, schermidore francese (n. 1955)
- 2 dicembre - Aaron Copland, compositore statunitense (n. 1900)
- 2 dicembre - Robert Cummings, attore statunitense (n. 1910)
- 3 dicembre - Natale Beretta, arbitro di calcio e calciatore italiano (n. 1894)
- 3 dicembre - Rolf Hansen, regista tedesco (n. 1904)
- 3 dicembre - Henriette Morineau, attrice e regista teatrale francese (n. 1908)
- 4 dicembre - Edward Binns, attore statunitense (n. 1916)
- 4 dicembre - Emanuele Samek Lodovici, politico e patologo italiano (n. 1900)
- 4 dicembre - Salvatore Pirisi, pittore italiano (n. 1927)
- 4 dicembre - Naoto Tajima, triplista e lunghista giapponese (n. 1912)
- 5 dicembre - Michael Nothdurfter, guerrigliero italiano (n. 1961)
- 5 dicembre - Karl Seitz, pallanuotista austriaco (n. 1904)
- 6 dicembre - Tunku Abdul Rahman, principe e politico malese (n. 1903)
- 6 dicembre - Alberto Trotta, pittore e incisore italiano (n. 1940)
- 7 dicembre - Reinaldo Arenas, scrittore, poeta e drammaturgo cubano (n. 1943)
- 7 dicembre - Joan Bennett, attrice statunitense (n. 1910)
- 7 dicembre - Horst Bienek, scrittore e poeta tedesco (n. 1930)
- 7 dicembre - Enrico Coveri, stilista, imprenditore e modello italiano (n. 1952)
- 7 dicembre - Rinaldo Ossola, economista e politico italiano (n. 1913)
- 8 dicembre - Tadeusz Kantor, pittore, scenografo e regista teatrale polacco (n. 1915)
- 8 dicembre - Boris Kochno, poeta, librettista e sceneggiatore russo (n. 1904)
- 8 dicembre - Martin Ritt, regista e commediografo statunitense (n. 1914)
- 9 dicembre - Anton Bossi Fedrigotti, scrittore e diplomatico austriaco (n. 1901)
- 9 dicembre - Mike Mazurki, attore e wrestler statunitense (n. 1907)
- 9 dicembre - William A. Owens, scrittore e insegnante statunitense (n. 1905)
- 10 dicembre - Yves Devernay, organista e compositore francese (n. 1937)
- 10 dicembre - Armand Hammer, imprenditore statunitense (n. 1898)
- 10 dicembre - Carl Jamissen, calciatore norvegese (n. 1910)
- 10 dicembre - Dorothea Kent, attrice statunitense (n. 1916)
- 10 dicembre - Marino Morettini, pistard italiano (n. 1931)
- 11 dicembre - Giuseppe Castoldi, politico italiano (n. 1922)
- 11 dicembre - Concha Piquer, cantante e attrice spagnola (n. 1908)
- 11 dicembre - Maria Alice di Sassonia, principessa (n. 1901)
- 12 dicembre - Giorgio Ghezzi, allenatore di calcio e calciatore italiano (n. 1930)
- 13 dicembre - Florenzo Annoscia, arbitro di calcio italiano (n. 1927)
- 13 dicembre - Willy Kern, ciclista su strada svizzero (n. 1914)
- 13 dicembre - Alice Marble, tennista statunitense (n. 1913)
- 14 dicembre - Giovanni di Thurn und Taxis,  tedesco (n. 1926)
- 14 dicembre - Marcelle Chaumont, stilista francese (n. 1891)
- 14 dicembre - Friedrich Dürrenmatt, scrittore, drammaturgo e pittore svizzero (n. 1921)
- 14 dicembre - Pietro Tordi, attore italiano (n. 1906)
- 14 dicembre - Zhang Qun, politico e generale cinese (n. 1889)
- 16 dicembre - Jackie Mittoo, musicista, produttore discografico e cantautore giamaicano (n. 1948)
- 17 dicembre - Hoyt Bohannon, trombonista statunitense (n. 1918)
- 17 dicembre - Eurialo De Michelis, scrittore, critico letterario e poeta italiano (n. 1904)
- 17 dicembre - Ludwig Lachmann, economista tedesco (n. 1906)
- 17 dicembre - Li Jong-kap, calciatore sudcoreano (n. 1920)
- 17 dicembre - Mihály Száger, calciatore e allenatore di calcio ungherese (n. 1908)
- 18 dicembre - Max-Philippe Delavouët, poeta e scrittore francese (n. 1920)
- 18 dicembre - Albino Galvano, pittore, storico dell'arte e filosofo italiano (n. 1907)
- 18 dicembre - Michael Oakeshott, politologo e filosofo britannico (n. 1901)
- 18 dicembre - Orazio Orlando, attore italiano (n. 1933)
- 18 dicembre - Anne Revere, attrice statunitense (n. 1903)
- 18 dicembre - Paul Tortelier, violoncellista e compositore francese (n. 1914)
- 19 dicembre - Massimo Amfiteatrof, violoncellista italiano (n. 1907)
- 19 dicembre - Rubem Braga, scrittore e giornalista brasiliano (n. 1913)
- 19 dicembre - Giuseppe Cesetti, pittore italiano (n. 1902)
- 19 dicembre - Edmond Delfour, calciatore e allenatore di calcio francese (n. 1907)
- 19 dicembre - Norbert Dufourcq, musicologo e musicista francese (n. 1904)
- 20 dicembre - Freda Jackson, attrice britannica (n. 1907)
- 20 dicembre - Saul Mariaschin, cestista statunitense (n. 1924)
- 20 dicembre - Lauro Mumar, cestista e allenatore di pallacanestro filippino (n. 1924)
- 20 dicembre - Silvio Pasquazi, critico letterario e filologo italiano (n. 1919)
- 20 dicembre - Leif Pedersen, calciatore norvegese (n. 1924)
- 20 dicembre - Sergio Realini, calciatore e allenatore di calcio italiano (n. 1925)
- 20 dicembre - Karl Rolvaag, politico statunitense (n. 1913)
- 21 dicembre - Medard Boss, psicologo e psichiatra svizzero (n. 1903)
- 21 dicembre - Clarence Johnson, ingegnere statunitense (n. 1910)
- 21 dicembre - Magda Julin, pattinatrice artistica su ghiaccio svedese (n. 1894)
- 21 dicembre - József von Platthy, cavaliere ungherese (n. 1900)
- 22 dicembre - Robin Friday, calciatore inglese (n. 1952)
- 22 dicembre - Vittore Pisani, glottologo italiano (n. 1899)
- 23 dicembre - Pierre Chenal, regista e sceneggiatore francese (n. 1904)
- 23 dicembre - Foy D. Kohler, diplomatico statunitense (n. 1908)
- 23 dicembre - Wendell Scott, pilota automobilistico statunitense (n. 1921)
- 24 dicembre - Rodolfo Orlandini, calciatore argentino (n. 1905)
- 24 dicembre - José Ortega, pittore e scultore spagnolo (n. 1921)
- 25 dicembre - Giorgio Dentuti, monaco cristiano e calciatore italiano (n. 1914)
- 25 dicembre - Carlo Francovich, politico, partigiano e storico della letteratura italiano (n. 1910)
- 25 dicembre - Leonello Martini, scrittore e fumettista italiano (n. 1907)
- 25 dicembre - Nicolaas Tates, canoista olandese (n. 1915)
- 26 dicembre - Franco Piga, politico italiano (n. 1927)
- 26 dicembre - Umberto Tirelli, costumista italiano (n. 1928)
- 27 dicembre - Giulio Bedeschi, militare, medico e scrittore italiano (n. 1915)
- 27 dicembre - Giorgio Bergamasco, politico e avvocato italiano (n. 1904)
- 27 dicembre - Danilo Guidetti, pittore italiano (n. 1928)
- 27 dicembre - Leo Pardi, etologo e zoologo italiano (n. 1915)
- 28 dicembre - Dario Graffi, fisico e matematico italiano (n. 1905)
- 28 dicembre - Gaia Romanini, costumista italiana (n. 1923)
- 28 dicembre - Warren Skaaren, produttore cinematografico e sceneggiatore statunitense (n. 1946)
- 29 dicembre - Aleardo Donati, lottatore italiano (n. 1904)
- 29 dicembre - Virginio Puecher, regista e critico teatrale italiano (n. 1926)
- 30 dicembre - Angelo Rovelli, ingegnere, imprenditore e bobbista italiano (n. 1917)
- 31 dicembre - George Allen, allenatore di football americano statunitense (n. 1918)
- 31 dicembre - Vasilij Grigor'evič Lazarev, cosmonauta sovietico (n. 1928)
- 31 dicembre - Giovanni Michelucci, architetto, urbanista e incisore italiano (n. 1891)